# (100600) Davidfossé
(100600) Davidfossé es un asteroide perteneciente al cinturón exterior de asteroides, descubierto el 4 de septiembre de 1997 por el equipo del OCA-DLR Asteroid Survey desde el Sitio de Observación de Calern, Caussols, Francia.

## Designación y nombre
Designado provisionalmente como 1997 RX1. Debe su nombre a David Fossé, un periodista científico francés.

## Características orbitales
Davidfossé está situado a una distancia media del Sol de 3,232 ua, pudiendo alejarse hasta 3,693 ua y acercarse hasta 2,771 ua. Su excentricidad es 0,142 y la inclinación orbital 4,716 grados. Emplea 2122,48 días en completar una órbita alrededor del Sol.

## Características físicas
La magnitud absoluta de Davidfossé es 15. Tiene 5 km de diámetro y su albedo se estima en 0,075.